# 270 (číslo)
Dvě stě sedmdesát je přirozené číslo, které následuje po čísle dvě stě šedesát devět a předchází číslu dvě stě sedmdesát jedna. Římskými číslicemi se zapisuje CCLXX a řeckými číslicemi σο.

## Matematika
270 je:
- Abundantní číslo
- Nešťastné číslo
- Nepříznivé číslo
- Čtvrté číslo dělitelné aritmetickým průměrem svých dělitelů (Posloupnost A007340 v databázi On-Line Encyclopedia of Integer Sequences)

## Astronomie
- (270) Anahita je planetka hlavního pásu, kterou objevil v roce 1887 Christian Heinrich Friedrich Peters

## Doprava
- Silnice II/270 je česká silnice II. třídy vedoucí na trase Dubá – Doksy – Mimoň – Jablonné v Podještědí – Německo[1][2][3]

## Ostatní
- Průměrná délka lidského těhotenství ve dnech
- Frekvence Radiožurnálu z vysílače Topolná

## Roky
- 270
- 270 př. n. l.